# アメリカ合衆国のセカンドレディ・セカンドジェントルマン
アメリカ合衆国のセカンドレディ（アメリカがっしゅうこくのセカンドレディ）またはセカンドジェントルマン（英語: Second Lady of the United States; SLOTUS、Second Gentleman of the United States; SGOTUS）は、通例アメリカ合衆国副大統領の配偶者を指す非公式な呼称。主にアメリカ合衆国大統領夫人の非公式な呼称であるファーストレディと相対的に関連付けられて呼称される。
現在のセカンドレディは、ウシャ・ヴァンス（J・D・ヴァンス副大統領の妻：2025年1月20日 - ）。
アメリカ合衆国副大統領配偶者の公的な影響力は、20世紀後半から21世紀前半にかけて多少なりとも高まってきている。アメリカ合衆国の草創期にはホワイトハウスのホステスとしてのファーストレディの役割はすでに存在していたが、副大統領配偶者がマスメディアの大きな注目を集める公共の役割を引き受けることは20世紀後半になるまであまり一般的ではなかった。

## 出身
WASP（白人、アングロ・サクソン、プロテスタント）の女性が在任していたが、2009年にローマ・カトリックのジル・バイデンが、2021年にはユダヤ人で男性初のダグ・エムホフが、2025年には初のアジア系かつヒンドゥー教徒のウシャ・ヴァンスが在任している。

## 歴史
アンドリュー・ジャクソン政権下で発生した社会的・政治的スキャンダル「ペティコート事件」では、フローリデ・カルフーン（第7代副大統領ジョン・カルフーン夫人）が中心人物として暗躍した。マーガレット・オニール・イートン（陸軍長官ジョン・ヘンリー・イートン夫人）を他の閣僚夫人たちは淫らな女と見なし、彼女が露出の多いドレスで舞踏会に登場するとみな退散し、社交界から締め出そうとした。この夫人たちの動きを主導したのがフローリデ夫人であった。ジャクソンは大統領退任後も影響力を保ち、妻が主導した争いによってジャクソンから嫌われたカルフーンは大統領への道を閉ざされた。
ネリー・フェアバンクス（第26代副大統領チャールズ・W・フェアバンクス夫人）は熱心な婦人参政権運動家として知られ、当時としては珍しく非常によく知られたアメリカ人女性の一人であった。
ジョーン・モンデール（第42代副大統領ウォルター・モンデール夫人）は美術の振興に一生を捧げたために親しみを込めて「Joan of Art」と呼ばれ、ジミー・カーター政権下で事実上の美術顧問を務めた。
ティッパー・ゴア（第45代副大統領アル・ゴア夫人）は暴力的あるいは性的に露骨な歌詞が含まれる音楽を批判してその規制を目指した「PMRC」の共同設立者の一人であり、すでに青少年を取り巻く社会環境に警告を発する本を出版してこれがベストセラーになっていたため、ゴアが1988年アメリカ合衆国大統領選挙に出馬した時点では夫より知名度が高いと言われていたほどであった。
リン・チェイニー（第46代副大統領ディック・チェイニー夫人）はセカンドレディ在任中にカリフォルニア大学ロサンゼルス校（UCLA）で策定された子供たちの歴史学習のための国家基準について「アメリカがこれまで達成してきた偉業について十分に肯定的であるとは言えない」という理由で反対したため、アメリカ合衆国教育省は彼女の意見を受け入れてUCLAの基準に沿った記述を削除した。
ジル・バイデン（第47代副大統領ジョー・バイデン夫人）はバージニア州北部コミュニティ・カレッジ（NOVA）で終身雇用の准教授を務めている。セカンドレディになった後もそれ以前からの有給の仕事を続けた初のセカンドレディと見られている。

## アメリカ合衆国セカンドレディ・セカンドジェントルマンの一覧
| 公式代数                                                  | 画像                                                      | セカンドレディまたはセカンドジェントルマン                    | 副大統領                                                  | 生誕・死没年                                              | 任務期間                      |
| --------------------------------------------------------- | --------------------------------------------------------- | ------------------------------------------------------------- | --------------------------------------------------------- | --------------------------------------------------------- | ----------------------------- |
| 1                                                         |                                                           | アビゲイル・アダムズ （旧姓スミス）                           | ジョン・アダムズ                                          | 1744年11月11日- 1818年10月28日                            | 1789年4月30日- 1797年3月4日   |
| 空席; トマス・ジェファーソン は妻と死別していた。         | 空席; トマス・ジェファーソン は妻と死別していた。         | 空席; トマス・ジェファーソン は妻と死別していた。             | 空席; トマス・ジェファーソン は妻と死別していた。         | 空席; トマス・ジェファーソン は妻と死別していた。         | 1797年3月4日- 1801年3月4日    |
| 空席; アーロン・バー は妻と死別していた。                 | 空席; アーロン・バー は妻と死別していた。                 | 空席; アーロン・バー は妻と死別していた。                     | 空席; アーロン・バー は妻と死別していた。                 | 空席; アーロン・バー は妻と死別していた。                 | 1801年3月4日- 1805年3月4日    |
| 空席; ジョージ・クリントン は妻と死別していた。           | 空席; ジョージ・クリントン は妻と死別していた。           | 空席; ジョージ・クリントン は妻と死別していた。               | 空席; ジョージ・クリントン は妻と死別していた。           | 空席; ジョージ・クリントン は妻と死別していた。           | 1805年3月4日- 1812年4月12日   |
| 空席; 副大統領が任命されなかった。                        | 空席; 副大統領が任命されなかった。                        | 空席; 副大統領が任命されなかった。                            | 空席; 副大統領が任命されなかった。                        | 空席; 副大統領が任命されなかった。                        | 1812年4月12日- 1813年3月4日   |
| 2                                                         |                                                           | アン・ゲリー （旧姓トンプソン）                               | エルブリッジ・ゲリー                                      | 1763年8月12日- 1849年3月17日                              | 1813年3月4日- 1814年11月23日  |
| 空席; 副大統領が任命されなかった。                        | 空席; 副大統領が任命されなかった。                        | 空席; 副大統領が任命されなかった。                            | 空席; 副大統領が任命されなかった。                        | 空席; 副大統領が任命されなかった。                        | 1814年11月23日- 1817年3月4日  |
| 3                                                         |                                                           | ハンナ・トンプキンズ （旧姓ミンソーン）                       | ダニエル・D・トンプキンズ                                 | 1781年8月28日- 1829年2月18日                              | 1817年3月4日- 1825年3月4日    |
| 4                                                         |                                                           | フローリデ・カルフーン （旧姓ボノー）                         | ジョン・C・カルフーン                                     | 1792年2月15日- 1866年7月25日                              | 1825年3月4日- 1832年12月28日  |
| 空席; 副大統領が任命されなかった。                        | 空席; 副大統領が任命されなかった。                        | 空席; 副大統領が任命されなかった。                            | 空席; 副大統領が任命されなかった。                        | 空席; 副大統領が任命されなかった。                        | 1832年12月28日- 1833年3月4日  |
| 空席; マーティン・ヴァン・ビューレン は妻と死別していた。 | 空席; マーティン・ヴァン・ビューレン は妻と死別していた。 | 空席; マーティン・ヴァン・ビューレン は妻と死別していた。     | 空席; マーティン・ヴァン・ビューレン は妻と死別していた。 | 空席; マーティン・ヴァン・ビューレン は妻と死別していた。 | 1833年3月4日- 1837年3月4日    |
| 空席; リチャード・メンター・ジョンソン は未婚だった。     | 空席; リチャード・メンター・ジョンソン は未婚だった。     | 空席; リチャード・メンター・ジョンソン は未婚だった。         | 空席; リチャード・メンター・ジョンソン は未婚だった。     | 空席; リチャード・メンター・ジョンソン は未婚だった。     | 1837年3月4日- 1841年3月4日    |
| 5                                                         |                                                           | レティティア・タイラー （旧姓クリスチャン）                   | ジョン・タイラー                                          | 1790年11月12日- 1842年9月12日                             | 1841年3月4日- 1841年4月4日    |
| 空席; 副大統領が任命されなかった。                        | 空席; 副大統領が任命されなかった。                        | 空席; 副大統領が任命されなかった。                            | 空席; 副大統領が任命されなかった。                        | 空席; 副大統領が任命されなかった。                        | 1841年4月4日- 1845年3月4日    |
| 6                                                         |                                                           | ソフィア・ダラス （旧姓ニックリン）                           | ジョージ・M・ダラス                                       | 1798年6月24日- 1869年1月11日                              | 1845年3月4日- 1849年3月4日    |
| 7                                                         |                                                           | アビゲイル・フィルモア （旧姓パワーズ）                       | ミラード・フィルモア                                      | 1798年3月13日- 1853年3月30日                              | 1849年3月4日- 1850年7月9日    |
| 空席; 副大統領が任命されなかった。                        | 空席; 副大統領が任命されなかった。                        | 空席; 副大統領が任命されなかった。                            | 空席; 副大統領が任命されなかった。                        | 空席; 副大統領が任命されなかった。                        | 1850年7月9日- 1853年3月4日    |
| 空席; ウィリアム・R・キング は未婚だった。                | 空席; ウィリアム・R・キング は未婚だった。                | 空席; ウィリアム・R・キング は未婚だった。                    | 空席; ウィリアム・R・キング は未婚だった。                | 空席; ウィリアム・R・キング は未婚だった。                | 1853年3月4日- 1853年4月18日   |
| 空席; 副大統領が任命されなかった。                        | 空席; 副大統領が任命されなかった。                        | 空席; 副大統領が任命されなかった。                            | 空席; 副大統領が任命されなかった。                        | 空席; 副大統領が任命されなかった。                        | 1853年4月18日- 1857年3月4日   |
| 8                                                         |                                                           | メアリー・ブレッキンリッジ （旧姓サイリーン・バーチ・ローズ） | ジョン・C・ブレッキンリッジ                               | 1826年8月16日- 1907年10月8日                              | 1857年3月4日- 1861年3月4日    |
| 9                                                         |                                                           | エレン・ハムリン （旧姓エメリー）                             | ハンニバル・ハムリン                                      | 1835年9月14日- 1925年2月1日                               | 1861年3月4日- 1865年3月4日    |
| 10                                                        |                                                           | エライザ・ジョンソン （旧姓マカーデル）                       | アンドリュー・ジョンソン                                  | 1810年10月4日- 1876年1月15日                              | 1865年3月4日- 1865年4月15日   |
| 11                                                        |                                                           | エレン・マリア・コルファクス （旧姓ウェイド）                 | スカイラー・コルファクス                                  | 1836年7月26日- 1911年3月4日                               | 1869年3月4日- 1873年3月4日    |
| 空席; ヘンリー・ウィルソン は妻と死別していた。           | 空席; ヘンリー・ウィルソン は妻と死別していた。           | 空席; ヘンリー・ウィルソン は妻と死別していた。               | 空席; ヘンリー・ウィルソン は妻と死別していた。           | 空席; ヘンリー・ウィルソン は妻と死別していた。           | 1873年3月4日- 1875年11月22日  |
| 空席; 副大統領が任命されなかった。                        | 空席; 副大統領が任命されなかった。                        | 空席; 副大統領が任命されなかった。                            | 空席; 副大統領が任命されなかった。                        | 空席; 副大統領が任命されなかった。                        | 1875年11月22日- 1877年3月4日  |
| 空席; ウィリアム・A・ウィーラー は妻と死別していた。      | 空席; ウィリアム・A・ウィーラー は妻と死別していた。      | 空席; ウィリアム・A・ウィーラー は妻と死別していた。          | 空席; ウィリアム・A・ウィーラー は妻と死別していた。      | 空席; ウィリアム・A・ウィーラー は妻と死別していた。      | 1877年3月4日- 1881年3月4日    |
| 空席; チェスター・A・アーサー は妻と死別していた。        | 空席; チェスター・A・アーサー は妻と死別していた。        | 空席; チェスター・A・アーサー は妻と死別していた。            | 空席; チェスター・A・アーサー は妻と死別していた。        | 空席; チェスター・A・アーサー は妻と死別していた。        | 1881年3月4日- 1881年9月19日   |
| 空席; 副大統領が任命されなかった。                        | 空席; 副大統領が任命されなかった。                        | 空席; 副大統領が任命されなかった。                            | 空席; 副大統領が任命されなかった。                        | 空席; 副大統領が任命されなかった。                        | 1881年9月19日- 1885年3月4日   |
| 12                                                        |                                                           | エライザ・ヘンドリックス （旧姓モーガン）                     | トーマス・A・ヘンドリックス                               | 1823年11月23日- 1903年11月3日                             | 1885年3月4日- 1885年11月25日  |
| 空席; 副大統領が任命されなかった。                        | 空席; 副大統領が任命されなかった。                        | 空席; 副大統領が任命されなかった。                            | 空席; 副大統領が任命されなかった。                        | 空席; 副大統領が任命されなかった。                        | 1885年11月25- 1889年3月4日    |
| 13                                                        |                                                           | アンナ・モートン （旧姓ストリート）                           | リーヴァイ・P・モートン                                   | 1846年5月18日- 1918年8月14日                              | 1889年3月4日- 日1893年3月4日  |
| 14                                                        |                                                           | レティティア・スティーブンソン （旧姓グリーン）               | アドレー・E・スティーブンソン1世                          | 1843年1月8日- 1913年12月25日                              | 1893年3月4日- 1897年3月4日    |
| 15                                                        |                                                           | ジェニー・ホーバート （旧姓タトル）                           | ギャレット・A・ホーバート                                 | 1849年4月30日- 1941年1月8日                               | 1897年3月4日- 1899年11月21日  |
| 空席; 副大統領が任命されなかった。                        | 空席; 副大統領が任命されなかった。                        | 空席; 副大統領が任命されなかった。                            | 空席; 副大統領が任命されなかった。                        | 空席; 副大統領が任命されなかった。                        | 1899年11月21日- 1901年3月4日  |
| 16                                                        |                                                           | イーディス・ルーズベルト （旧姓カーミット）                   | セオドア・ルーズベルト                                    | 1861年8月6日- 1948年9月30日                               | 1901年3月4日- 1901年9月14日   |
| 空席; 副大統領が任命されなかった。                        | 空席; 副大統領が任命されなかった。                        | 空席; 副大統領が任命されなかった。                            | 空席; 副大統領が任命されなかった。                        | 空席; 副大統領が任命されなかった。                        | 1901年9月14日- 1905年3月4日   |
| 17                                                        |                                                           | ネリー・フェアバンクス （旧姓コール）                         | チャールズ・W・フェアバンクス                             | 1852年1月- 1913年10月24日                                 | 1905年5月4日- 1909年3月4日    |
| 18                                                        |                                                           | キャリー・シャーマン （旧姓バブコック）                       | ジェームズ・S・シャーマン                                 | 1856年11月16日- 1931年10月6日                             | 1909年3月4日- 1912年10月6日   |
| 空席; 副大統領が任命されなかった。                        | 空席; 副大統領が任命されなかった。                        | 空席; 副大統領が任命されなかった。                            | 空席; 副大統領が任命されなかった。                        | 空席; 副大統領が任命されなかった。                        | 1912年10月6日- 1913年3月4日   |
| 19                                                        |                                                           | ロイス・アイリーン・マーシャル （旧姓キムジー）               | トーマス・R・マーシャル                                   | 1873年5月9日- 1958年1月6日                                | 1913年3月4日- 1921年3月4日    |
| 20                                                        |                                                           | グレース・クーリッジ （旧姓グッドヒュー）                     | カルビン・クーリッジ                                      | 1879年1月3日- 1957年7月8日                                | 1921年3月4日- 1923年8月2日    |
| 空席; 副大統領が任命されなかった。                        | 空席; 副大統領が任命されなかった。                        | 空席; 副大統領が任命されなかった。                            | 空席; 副大統領が任命されなかった。                        | 空席; 副大統領が任命されなかった。                        | 1923年8月2日- 1925年3月4日    |
| 21                                                        |                                                           | カロ・ドーズ （旧姓ブライマー）                               | チャールズ・G・ドーズ                                     | 1866年1月6日- 1957年10月3日                               | 1925年3月4日- 1929年3月4日    |
| 空席; チャールズ・カーティス は妻と死別していた。         | 空席; チャールズ・カーティス は妻と死別していた。         | 空席; チャールズ・カーティス は妻と死別していた。             | 空席; チャールズ・カーティス は妻と死別していた。         | 空席; チャールズ・カーティス は妻と死別していた。         | 1929年3月4日- 1933年3月4日    |
| 22                                                        |                                                           | マリエット・ガーナー （旧姓レイナー）                         | ジョン・N・ガーナー                                       | 1869年7月17日- 1948年8月17日                              | 1933年3月4日- 1941年3月4日    |
| 23                                                        |                                                           | アイロ・ウォレス （旧姓ブラウン）                             | ヘンリー・A・ウォレス                                     | 1888年3月10日- 1981年2月22日                              | 1941年3月4日- 1945年1月20日   |
| 24                                                        |                                                           | ベス・トルーマン （旧姓ウォレス）                             | ハリー・S・トルーマン                                     | 1885年2月13日- 1982年10月18日                             | 1945年1月20日- 1945年4月12日  |
| 空席; 副大統領が任命されなかった。                        | 空席; 副大統領が任命されなかった。                        | 空席; 副大統領が任命されなかった。                            | 空席; 副大統領が任命されなかった。                        | 空席; 副大統領が任命されなかった。                        | 1945年4月12日- 1949年1月20日  |
| 空席; アルバン・W・バークリー は妻と死別していた。        | 空席; アルバン・W・バークリー は妻と死別していた。        | 空席; アルバン・W・バークリー は妻と死別していた。            | 空席; アルバン・W・バークリー は妻と死別していた。        | 空席; アルバン・W・バークリー は妻と死別していた。        | 1949年1月20日- 1949年11月18日 |
| 25                                                        |                                                           | ジェーン・ハドレイ・バークリー （旧姓ラッカー）               | アルバン・W・バークリー                                   | 1911年9月23日- 1964年9月6日                               | 1949年11月18日- 1953年1月20日 |
| 26                                                        |                                                           | パット・ニクソン （旧姓ライアン）                             | リチャード・ニクソン                                      | 1912年3月16日- 1993年6月22日                              | 1953年1月20日- 1961年1月20日  |
| 27                                                        |                                                           | レディ・バード・ジョンソン （旧姓テイラー）                   | リンドン・ジョンソン                                      | 1912年12月22日- 2007年7月11日                             | 1961年1月20日- 1963年11月22日 |
| 空席; 副大統領が任命されなかった。                        | 空席; 副大統領が任命されなかった。                        | 空席; 副大統領が任命されなかった。                            | 空席; 副大統領が任命されなかった。                        | 空席; 副大統領が任命されなかった。                        | 1963年11月22日- 1965年1月20日 |
| 28                                                        |                                                           | ミュリエル・ハンフリー （旧姓バック、後にブラウン）           | ヒューバート・H・ハンフリー                               | 1912年2月20日- 1998年9月20日                              | 1965年1月20日- 1969年1月20日  |
| 29                                                        |                                                           | ジュディ・アグニュー （旧姓ジュデフィンド）                   | スピロ・アグニュー                                        | 1921年4月23日- 2012年6月20日                              | 1969年1月20日- 1973年10月10日 |
| 30                                                        |                                                           | ベティ・フォード （旧姓ブルーマー）                           | ジェラルド・R・フォード                                   | 1918年4月8日- 2011年7月8日                                | 1973年12月6日- 1974年8月9日   |
| 空席; 副大統領が任命されなかった。                        | 空席; 副大統領が任命されなかった。                        | 空席; 副大統領が任命されなかった。                            | 空席; 副大統領が任命されなかった。                        | 空席; 副大統領が任命されなかった。                        | 1974年8月9日- 1974年12月19日  |
| 31                                                        |                                                           | ハッピー・ロックフェラー （旧姓フィトラー）                   | ネルソン・ロックフェラー                                  | 1926年6月6日- 2015年5月19日                               | 1974年12月19日- 1977年1月20日 |
| 32                                                        |                                                           | ジョーン・モンデール （旧姓アダムズ）                         | ウォルター・モンデール                                    | 1930年8月8日- 2014年2月3日                                | 1977年1月20日- 1981年1月20日  |
| 33                                                        |                                                           | バーバラ・ブッシュ （旧姓ピアース）                           | ジョージ・H・W・ブッシュ                                  | 1925年6月8日- 2018年4月17日                               | 1981年1月20日- 1989年1月20日  |
| 34                                                        |                                                           | マリリン・クエール （旧姓タッカー）                           | ダン・クエール                                            | 1949年7月29日- 存命中                                     | 1989年1月20日- 1993年1月20日  |
| 35                                                        |                                                           | ティッパー・ゴア （旧姓エイチェソン）                         | アル・ゴア                                                | 1948年8月19日- 存命中                                     | 1993年1月20日- 2001年1月20日  |
| 36                                                        |                                                           | リン・チェイニー （旧姓ヴィンセント）                         | ディック・チェイニー                                      | 1941年8月14日- 存命中                                     | 2001年1月20日- 2009年1月20日  |
| 37                                                        |                                                           | ジル・バイデン （旧姓ジェイコブス）                           | ジョー・バイデン                                          | 1951年6月5日- 存命中                                      | 2009年1月20日- 2017年1月20日  |
| 38                                                        |                                                           | カレン・ペンス （旧姓バッテン）                               | マイク・ペンス                                            | 1958年11月8日- 存命中                                     | 2017年1月20日- 2021年1月20日  |
| 39                                                        |                                                           | ダグ・エムホフ                                                | カマラ・ハリス                                            | 1964年10月3日- 存命中                                     | 2021年1月20日- 2025年1月20日  |
| 40                                                        |                                                           | ウシャ・ヴァンス （旧姓チルクリ）                             | J・D・ヴァンス                                            | 1986年1月6日- 存命中                                      | 2025年1月20日- 現職           |

## 現在の存命中のセカンドレディ・セカンドジェントルマン経験者
直近では、第43代副大統領ジョージ・H・W・ブッシュ夫人のバーバラ・ブッシュが2018年4月17日に死去した。
2025年3月12日現在、現職者のウシャ・ヴァンスを除く存命のアメリカ合衆国セカンドレディ・セカンドジェントルマン経験者は、以下の6名（左から右へ高齢順、上から下へ画像・氏名・在任期間・生年月日と年齢）。
- リン・チェイニー
 (2001–2009)
1941年8月14日（83歳）
- ティッパー・ゴア
(1993–2001)
1948年8月19日（76歳）
- マリリン・クエール
(1989–1993)
1949年7月29日（75歳）
- ジル・バイデン
(2009–2017)
1951年6月3日（73歳）
- カレン・ペンス
(2017–2021)
1957年1月1日（68歳）
- ダグ・エムホフ
(2021–2025)
1964年10月13日（60歳）